# Hoàng quý phi

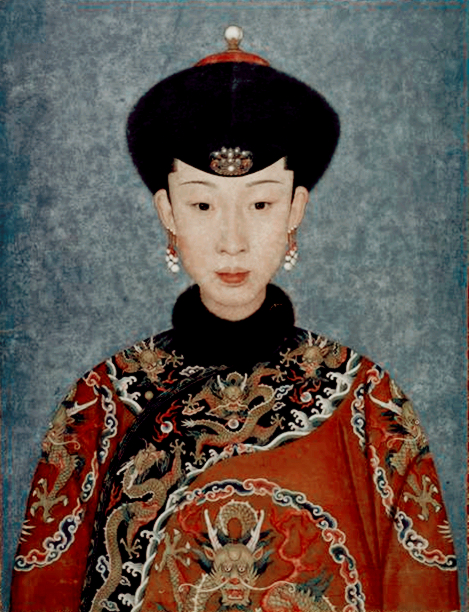
Lệnh Ý Hoàng quý phi (Hiếu Nghi Thuần Hoàng hậu) - sinh mẫu của Gia Khánh Đế.

Hoàng quý phi (phồn thể: 皇貴妃; giản thể: 皇贵妃; bính âm: Huáng guìfēi) là một cấp bậc, danh phận của phi tần trong hệ thống hậu cung của một Hoàng đế tại vùng văn hóa chữ Hán.
Từ thời nhà Minh và nhà Thanh, tước vị này chỉ xếp sau tước vị Hoàng hậu và đứng đầu các phi tần trong hậu cung, cùng một thời điểm chỉ có một người, là danh vị đặc biệt rất cao quý đối với phi tần trong hậu cung nhà Thanh. Vì chỉ ngay sau hoàng hậu cộng thêm điểm đặc trưng là chữ "Hoàng" ở đầu tiên, tước vị này thường được coi là "Phó hậu" hay "Thứ hậu", tức một hoàng hậu thứ hai, thế nhưng thực chất không đơn giản như vậy.

## Lịch sử
Trước thời nhà Minh, tước vị Quý phi là cao nhất dành cho các phi tần, những năm đầu thời nhà Minh cũng theo như vậy. Khi Minh Tuyên Tông Chu Chiêm Cơ chuyên sủng Quý phi Tôn thị, đã cho phép Tôn thị nhận "Bảo" (寶) trong khi theo quy chế chỉ có Hoàng hậu mới được nhận, điều này được nhìn nhận là bước đệm lớn cho việc hình thành nên tước vị hoàng quý phi của triều Minh về sau.
Năm Cảnh Thái thứ 7 (1457), tháng 8, Minh Đại Tông Chu Kỳ Ngọc sách phong sủng phi Đường thị làm Hoàng quý phi, nhưng sau khi Minh Anh Tông Chu Kỳ Trần làm binh biến và đoạt lại ngôi thì thân phận của Đường thị bị giáng truất và bị ép tuẫn táng, danh vị của Đường thị theo đó cũng không được công nhận. Thời kỳ Minh Hiến Tông Chu Kiến Thâm, Vạn Quý phi đắc sủng trở thành Hoàng quý phi, là vị hoàng quý phi đầu tiên được công nhận trong lịch sử. Thực tế triều Minh còn có trường hợp đặc biệt, khi Hiến Tông sử dụng "Hoàng quý phi" để gọi mẹ mình là Quý phi Chu thị trong lúc chuẩn bị tôn làm Hoàng thái hậu, có lẽ đây là một kính xưng vì sách Thực lục của triều Anh Tông không ghi nhận việc gia phong Chu thị làm hoàng quý phi, sang triều Minh Thần Tông Chu Dực Quân cũng y theo cách gọi đời Hiến Tông. Từ đó, nhà Minh đều lấy danh vị hoàng quý phi làm phong hiệu cao quý nhất của các phi tần.
Sau này khi nhà Thanh nhập quan, triều đình Ái Tân Giác La tiếp tục noi theo chế độ của nhà Minh để lập ra tước vị cho hậu cung. Trong hậu cung nhà Thanh, tước vị hoàng quý phi đứng đầu các phi tần, chỉ dưới hoàng hậu và chỉ 1 người được phong tại vị. Sang thời kỳ nhà Nguyễn ở Việt Nam cùng nhà Triều Tiên ở Hàn Quốc, do ảnh hưởng văn hóa đồng văn nên cũng thiết lập tước vị hoàng quý phi trong nội đình.

## Địa vị

### Trung Quốc

#### Vị phân cao nhất
Trong hậu cung triều Minh và sau là triều Thanh, hoàng quý phi là phi tần địa vị tôn quý nhất và gần với hoàng hậu nhất. Khác với quy định của triều Thanh, hoàng quý phi của triều Minh không phải chỉ duy nhất một người mà có thể là đồng vị, như Đoan Hòa Hoàng quý phi Vương thị và Trang Thuận Hoàng quý phi Thẩm thị đồng thời được tấn phong dưới thời kỳ Minh Thế Tông Chu Hậu Thông. Thời Thuận Trị, Thanh Thế Tổ Thuận Trị Đế tiếp tục lấy quy chế này của nhà Minh, sách phong sủng phi Đổng Ngạc thị làm Hoàng quý phi, là vị hoàng quý phi đầu tiên của triều Thanh, từ đó thành điển lệ và được Thanh Thánh Tổ Khang Hi Đế sử dụng để thiết lập hệ thống hậu cung nhà Thanh hoàn chỉnh về sau. Hoàng quý phi ở hàng thứ nhất, sau đó là 2 vị "Quý phi", 4 vị "Phi", 6 vị "Tần", dưới nữa là "Quý nhân", "Thường tại" và "Đáp ứng" là các tiểu thiếp không hạn định số người, ngoài ra còn có "Quan nữ tử" là các cung nữ được lâm hạnh.
Từ triều đại nhà Minh, bởi vì vị phân chỉ ngay dưới danh hiệu hoàng hậu, cũng giống hoàng hậu được nhận "Bảo" và với chữ "Hoàng" ngay đầu danh xưng, cuối cùng là sự biệt đãi mà Hoàng quý phi Lý thị - sinh mẫu của Minh Thần Tông được hưởng dưới thời kỳ Long Khánh, nên hoàng quý phi trong cung đình nhà Minh đã sớm có danh xưng "Á vị Trung cung" (亚位中宫). Về sau, sự sủng ái mà Minh Thần Tông dành cho sủng phi Trịnh Quý phi nên dân gian đời Minh đã có quan niệm hoàng quý phi rất sát với hoàng hậu, gọi là "Lân vu Chính đích" (邻于正嫡). Sang triều Thanh, danh vị này lại được Thuận Trị Đế tạo ra dùng để sách phong cho sủng thiếp Đổng Ngạc phi, dẫn đến nhiều danh xưng như là "Trung cung chi thứ" (中宫之次), "Thủ tương nội trị" (首襄内治) hay "Phó hậu" (副后), đại khái như một hoàng hậu thứ hai trong hậu cung. Thế nhưng trong thực tế, hoàng quý phi vẫn chỉ là tước vị dành cho một phi tần, mà thân phận giữa hoàng hậu và phi tần có một khoảng cách lớn giữa "chủ nhân" và "nô bộc" trong tư duy của người xưa, đây là một ranh giới không thể vượt qua và được thể hiện rất rõ trong các dịp lễ nghi.
Theo quy định trong Quốc triều cung sử thời Thanh, tôn vị hoàng hậu ở Trung cung nên là "Chủ nội trị" (主內治), còn từ hoàng quý phi đến tước tần có thân phận như nhau, đều có bổn phận "Tá nội trị" (佐内治), từ quý nhân trở xuống giữ đúng bổn phận "Cần tu nội chức" (勤修內職). Những điều này đại để có thể thấy rõ thân phận giữa hoàng hậu và nhóm phi tần đã có khoảng cách lớn, mà vị trí hoàng quý phi so với nhóm quý phi, phi và tần cũng không có sự ưu việt đáng kể. Và mặc dù Quốc triều cung sử có đề cập chuyện hậu phi có vai trò trong vấn đề nội trị, thế nhưng trong thực tế thì vai trò của hậu phi lại thiên về tính chất lễ nghi, tất cả các việc nội sự thực chất đều rơi vào Nội vụ phủ sắp xếp. Khoảng cách giữa các hậu phi thời Thanh cũng chỉ khác về lễ nghi và đãi ngộ, từ bậc hậu trở xuống đều coi trọng nguyên tắc "Đối bề trên thì kính trọng - đối kẻ dưới thì dùng lễ", do vậy chuyện tùy ý xử phạt như trong phim truyện hoàn toàn không có khả năng. Bên cạnh đó, Quốc triều cung sử cũng đề cập nguyên tắc rằng tất cả người hầu của riêng mình (thái giám và cung nữ) đều tự quản và không được có bên thứ ba tác động, nói cách khác, kể cả hoàng hậu hoặc thái hậu cũng không thể sai khiến cung nữ và thái giám của phi tần. Khi có bất kì chuyện gì liên quan đến vấn đề của phi tần, hoàng hậu sẽ trực tiếp trình báo lên cho hoàng đế, và hình phạt cuối cùng đều phải do hoàng đế tiến hành tra khảo thông qua Thận Hình ty rồi định đoạt, mà hình phạt chính dành cho phi tần đều rơi vào cấm túc tại nơi mình sống, hoặc nặng nhất là giáng vị. Đây có thể nói là một đặc điểm của hậu cung nhà Thanh, có xu hướng "Tập trung đại quyền" vào tay hoàng đế - người chủ nhân tối cao của hoàng cung.
Bên cạnh đó, hậu cung triều Thanh có quy định khá nghiêm ngặt về tác phong hậu phi, không thể không kể đến đoàn tháp tùng dùng các đồ vật mang tính chất lễ nghi trong các dịp quan trọng, trong đó ba bậc hậu sử dụng Nghi giá (儀駕), hai bậc quý phi và hoàng quý phi gọi là Nghi trượng (儀仗), hai bậc Phi và Tần gọi là Thải trượng (采仗), còn từ Quý nhân trở xuống không có.

#### Di phi
Cung tần triều trước, cũng gọi "Thái phi", vào hai đời Minh-Thanh có quy định đãi ngộ khác nhau, triều Minh đa phần gọi họ theo kiểu "Hoàng phi" cùng miếu hiệu của hoàng đế, như Hoàng quý phi Thẩm thị của Minh Thế Tông được gọi là Thế miếu Hoàng quý phi (世廟皇貴妃) dưới thời Thần Tông. Trong khi đó, nhà Thanh lại thường gọi chung nhóm cung tần triều trước là "Thái phi", đồng thời còn thường xuyên gia tặng danh vị cho các thái phi như một biện pháp ân ban trong các dịp trọng đại, ví dụ một vị "Phi" của triều trước vẫn có thể được tôn lên "Quý phi", rồi "Hoàng quý phi" của triều sau. Tuy trên điển chế thường ghi nhận rõ một đời hoàng đế tại vị chỉ có một hoàng quý phi, nhưng lại không đề cập đến các thái phi, do đó các triều đại về sau vẫn thường tấn tôn các thái phi lên vị trí này, xem như là một loại ân điển tạo ra tình trạng có thể cùng một lúc có nhiều thái phi mang danh vị hoàng quý phi.
Và vì để phân biệt giữa phi tần cùng thái phi trong trường hợp cùng mang một danh vị, triều Thanh thường hay kèm tiền tố "Hoàng khảo" (皇考) nếu là phi tần của hoàng đế triều trước có vai "cha" của hoàng đế tại vị, và "Hoàng tổ" (皇祖) nếu là phi tần của hoàng đế triều trước có vai "ông nội" của hoàng đế tại vị. Tuy được gọi là "Thái phi", nhưng các vị phi tần tiền triều này ở trong sách văn vẫn mang danh vị sẵn có trong hệ thống phi tần, ví dụ "Thái phi Hoàng quý phi" hoặc "Thái phi Mật phi". Nếu vị thái phi có đức hạnh cao thì các vị vua nhà Thanh cũng sẽ chính thức ban làm "Thái phi" trong danh hiệu, và các hoàng quý phi nếu được ban thêm hai chữ này sẽ được ghi là Hoàng quý thái phi (皇貴太妃). Vị hoàng quý phi có thân phận thái phi đầu tiên của triều Thanh là Khác Huệ Hoàng quý phi Đông Giai thị - phi tần của Khang Hi Đế và là em gái Hiếu Ý Nhân Hoàng hậu, bà được Ung Chính Đế gia tôn Hoàng khảo Hoàng quý phi (皇考皇貴妃), sau được Càn Long Đế gia tôn Hoàng tổ Thọ Kỳ Hoàng quý thái phi (皇祖壽祺皇貴太妃). Thông thường cách thêm một đời thì các vị hoàng quý phi tiền triều sẽ được gia tôn làm thái phi, nhưng dù sao "thân phận" và "tước vị" là hai khái niệm độc lập, điều này dẫn đến có những biệt lệ. Vào thời Hàm Phong, nhà vua có cùng lúc hai vị "Hoàng quý thái phi" nhưng khác đời, lúc này tiền tố càng giúp phân định rõ: 
- Cung Thuận Hoàng quý phi Nữu Hỗ Lộc thị là phi tần của Gia Khánh Đế, được Hàm Phong Đế tôn phong Hoàng tổ Như Hoàng quý thái phi (皇祖如皇貴太妃)[22].
- Hiếu Tĩnh Thành Hoàng hậu Bát Nhĩ Tế Cát Đặc thị là phi tần của Đạo Quang Đế, vì có công nuôi dưỡng nên được nhà vua phá lệ các triều trước, tôn phong làm Hoàng khảo Khang Từ Hoàng quý thái phi (皇考康慈皇貴太妃)[23].

Thời kì Đồng Trị và Quang Tự noi theo như trên, cũng có thái phi của tiên đế đã được gia tôn làm "Hoàng quý thái phi" như Trang Tĩnh Hoàng quý phi. Vào thời Tuyên Thống, và đến tận khi Phổ Nghi chính thức thoái vị, triều đình nhà Thanh tồn tại 4 vị thái phi, lần lượt là Đoan Khang Hoàng quý phi Tha Tha Lạp thị của Quang Tự Đế, cùng Kính Ý Hoàng quý phi Hách Xá Lý thị, Trang Hòa Hoàng quý phi A Lỗ Đặc thị và Vinh Huệ Hoàng quý phi Tây Lâm Giác La thị của Đồng Trị Đế.

#### Nhiếp lục cung sự

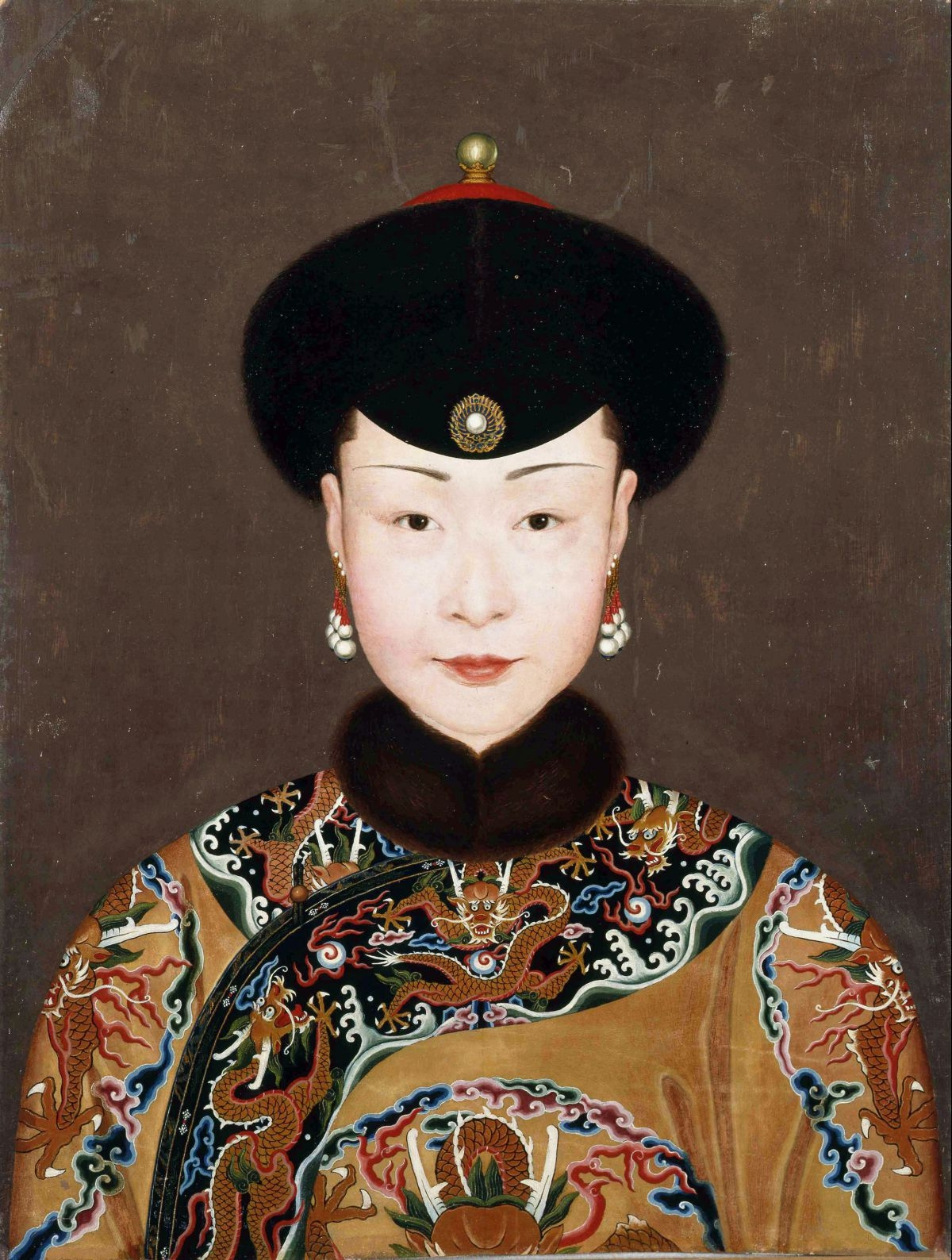
Thanh Cao Tông Kế Hoàng hậu (Hoàng quý phi Nhiếp lục cung sự)- Hoàng quý phi Nhiếp lục cung sự có đãi ngộ đặc biệt nhất của triều Thanh.

Cũng như các phi tần khác, hoàng quý phi không có quyền hành gì trong cung đình triều Thanh ngoài lễ ngộ cao nhất, thậm chí đến lễ gia phong cũng đều không được nhận chúc mừng chính thức từ phi tần, ngoại trừ những thị thiếp có chút thân phận như hạng quý nhân (xem phần "Lễ sách phong" bên dưới). Thời Thuận Trị Đế, nhà Thanh lần đầu bàn định việc sách phong Hoàng quý phi và nhà vua đã vì Đổng Ngạc thị mà chiếu cáo kèm đại xá thiên hạ vốn là đại lễ lập Hậu của nhà Thanh. Bên cạnh đó, Thuận Trị Đế còn dùng cụm từ "Sách lập" (册立) vốn chỉ dành cho hoàng hậu để tiến hành tấn phong cho Đổng Ngạc phi. Đó là lần đầu tiên triều Thanh có hoàng quý phi, và cũng là lần đầu tiên vị trí hoàng quý phi phá rào cản và bước đầu có thể ngang với hoàng hậu. Sang thời Càn Long, sau khi Hiếu Hiền Thuần Hoàng hậu băng thệ, Càn Long Đế vì muốn chọn Nhàn Quý phi Na Lạp thị làm hoàng hậu kế nhiệm nên đã tạo ra một danh vị độc nhất vô nhị là Nhiếp lục cung sự Hoàng quý phi (攝六宮事皇貴妃), hay "Hoàng quý phi Nhiếp lục cung sự", và đây mới chính là trường hợp hiếm hoi mà một hoàng quý phi có thể được xem là hoàng hậu bán chính thức.
Khái niệm "Nhiếp lục cung sự" có từ thời Minh Thái Tổ Chu Nguyên Chương, sau khi Hiếu Từ Cao Hoàng hậu qua đời, nhà vua vì muốn một hoàng phi tiếp tục vai trò của hoàng hậu nhưng lại không muốn lập một người mới, do đó đã sách phong một cung tần là Lý thị làm Thục phi và được "Nhiếp lục cung sự", sau khi Lý Thục phi qua đời thì Quách Ninh phi tiếp tục. Khi định chọn lễ tấn lập cho Na Lạp thị, Càn Long Đế đã tra lại điển tích của Minh Thái Tổ và lễ sách phong thời Thuận Trị, cuối cùng ra một biết lệ khiến cho danh vị "Hoàng quý phi Nhiếp lục cung sự" ra đời. Lúc này, hoàng quý phi lần đầu tiên được ngang hàng hoàng hậu với việc gia phong không chỉ dùng chữ "Sách lập", tiến hành tế cáo Thiên địa ("trời" và "đất"), nhà Thái miếu và Phụng Tiên điện, mà còn tuyên cáo thiên hạ về việc làm lễ ban danh hiệu. Thậm chí, Càn Long Đế noi theo việc Thuận Trị Đế vì sách phong Đổng Ngạc thị mà dâng thêm huy hiệu cho Chiêu Thánh Hoàng thái hậu, ông cũng dùng cớ lễ sách lập cho Na Lạp thị để gia tôn thêm huy hiệu cho Sùng Khánh Hoàng thái hậu. Một chuỗi hành vi này của Càn Long Đế được đánh giá là rất khoa trương, bởi vì việc tuyên cáo trời đất, nhà tông miếu và thiên hạ là một đại lễ chỉ dùng khi tuyên bố lập trữ quân hoặc tôn thêm tôn hiệu cho các hoàng thái hậu, mà lễ gia tôn huy hiệu cho hoàng thái hậu (gọi là "Thượng tôn hiệu" 上尊號) lại là một loại lễ được xem là "đại điển" vào thời Thanh, lý do của việc này thường là đại sự có tính may mắn và chúc thọ, trong đó "đại sự" bao gồm lễ lập thái tử và lập hoàng hậu. Trong lịch sử nhà Thanh, việc lấy lễ gia phong phi tần để thêm huy hiệu cho thái hậu chỉ có lễ cho Đổng Ngạc phi và cho Na Lạp thị mà thôi.
Theo đó, Na Lạp thị tuy ở vị trí hoàng quý phi nhưng đã có quyền thay hoàng hậu "nhiếp chính" việc của hậu cung, nói cách khác thì Na Lạp thị sẽ dùng thân phận hoàng hậu để tham gia các nghi lễ trong thời gian này. Một vai trò cụ thể nhất chính là Na Lạp thị được "Dẫn" (率; "suất") các phi tần đi chúc mừng Sùng Khánh Thái hậu trong lễ gia tôn huy hiệu, văn bản triều Thanh dùng "suất" có hai trường hợp: chỉ đến "cá nhân" đứng đầu (vai chủ) dẫn nhóm người nào đó, hoặc là "nhóm người" nào đó đi đầu dẫn "nhóm người" đi sau. Việc Na Lạp thị được "suất" nhóm phi tần y hệt thông lệ của Hiếu Hiền Thuần Hoàng hậu, cho thấy rõ vai trò hoàng hậu của một "nhiếp lục cung sự" hoàng quý phi, lễ mừng sinh nhật của Na Lạp thị ("Thiên Thu tiết" 千秋節) cũng được án theo quy chế hoàng hậu. Trong khi đó cũng từng là hoàng quý phi khi không có hoàng hậu, Hiếu Ý Nhân Hoàng hậu Đông Giai thị lại không có đãi ngộ này, trong văn bản chỉ gọi việc bà tham gia chúc tụng là "Hoàng quý phi dĩ hạ" (皇貴妃以下) hoặc "Hoàng quý phi đẳng" (皇貴妃等), có nghĩa "Nhóm phi tần đứng đầu bởi Hoàng quý phi", hoàn toàn không có tư cách hoàng hậu. Ví dụ cho chuyện này là lễ gia tôn huy hiệu cho Chiêu Thánh Thái hoàng thái hậu và Nhân Hiến Hoàng thái hậu vào năm Khang Hi thứ 20 (1681), nghi chú ghi rõ: Đường quan của bộ Lễ truyền nội giám thỉnh nhóm Hoàng quý phi đến cung của Thái hoàng thái hậu hành lễ. Thái hoàng thái hậu bận lễ phục, nội giám thỉnh ngài ngự trong nội điện, nhóm Hoàng quý phi đến trước mặt diện kiến, lấy Hoàng quý phi (Hiếu Ý Nhân Hoàng hậu) đứng bên tả, Quý phi (Ôn Hi Quý phi) đứng bên hữu, các phi khác phân ra tả hữu theo thứ tự, đi sau là nhóm công chúa, vương phi cùng mệnh phụ đến hành lễ với Thái hoàng thái hậu, sau đó là lặp lại chuyện này đối với Hoàng thái hậu. Có thể thấy vai trò của hoàng quý phi thông thường vẫn không vượt qua phạm vi phi tần dẫu cho hoàng hậu không tại vị, họ bị chia sẻ địa vị với các quý phi hoặc phi, việc họ đứng bên tả theo quan niệm "Tả tôn Hữu ti" (左尊右卑) chỉ đơn giản là vì hoàng quý phi có vị phân cao nhất, nhưng cũng không có nghĩa hoàng quý phi làm chủ các nhóm phi tần khác, do đó tư cách chủ nhân của hoàng quý phi không tồn tại trong các dịp lễ tương tự. Ngược lại, "nhiếp lục cung sự" hoàng quý phi lại có tư cách của hoàng hậu khi có thể "dẫn xuất" nhóm phi tần với tư cách chủ nhân.
Theo điển chế nhà Thanh, Na Lạp thị là vị hoàng quý phi đầu tiên được dùng màu "Minh hoàng sắc" (明黄色) - loại màu vàng tươi sáng mà trước đó chỉ được dùng bởi bậc Đế-Hậu, trong khi các năm trước chỉ đến màu vàng sậm gọi là "Kim hoàng sắc" (金黄色). Vốn vào thời kỳ Khang Hi và Ung Chính, hai tước vị "Hoàng quý phi" cùng "Quý phi" vẫn tương đương như nhau không có phân biệt, nhưng từ triều Càn Long sách lập Na Lạp thị thì quy chế của Hoàng quý phi từ đó được quy định một số chi tiết tương tự Đế-Hậu, khoảng cách giữa hai tước vị này được hình thành cụ thể hơn. Cũng từ thời Càn Long đã hình thành nên một "Lệ bất thành văn" của triều đình nhà Thanh: khi hoàng hậu qua đời, vị phi tần tiếp theo có khả năng làm hoàng hậu thì sẽ phong làm hoàng quý phi trước, sau khi mãn tang hoàng hậu thì sẽ trở thành hoàng hậu tiếp theo. Ngoại trừ Na Lạp thị, triều Thanh chỉ có hai người theo lệ này là Hiếu Hòa Duệ Hoàng hậu Nữu Hỗ Lộc thị của Gia Khánh Đế cùng Hiếu Toàn Thành Hoàng hậu Nữu Hỗ Lộc thị của Đạo Quang Đế.
Sự ưu việt của "Nhiếp lục cung sự Hoàng quý phi" được người đời Thanh về sau xem là một biệt lệ khó có được, tuy nhiên có nhiều hiểu lầm tồn tại trong dân gian đã dẫn đến việc không phân biệt được giữa một "nhiếp lục cung sự" hoàng quý phi và một hoàng quý phi thông thường. Sách "Thanh cung từ" được sáng tác thời kỳ cuối nhà Thanh đề cập một khái niệm "Phó hậu", tuy người hiện đại đem khái niệm này gán lên hoàng quý phi nói chung, nhưng nguyên bản ý nghĩa mà tác giả sử dụng trong sách này lại chính là đang nói các "nhiếp lục cung sự" hoàng quý phi, nguyên văn rằng: "Chế độ nhà Thanh, dưới Hậu có Hoàng quý phi là tôn quý nhất, có thể 'Tổng nhiếp lục cung sự' tức là Phó hậu vậy". Như vậy có thể thấy rằng, "Phó hậu là vị hoàng quý phi có thể Nhiếp lục cung sự", mà không phải "Cứ là hoàng quý phi tức là Phó hậu" như nhiều người lầm tưởng.

### Các nước đồng văn
Thời kì nhà Nguyễn, ngay từ thời Minh Mạng thì nội đình đã đặt ra vị trí hoàng quý phi với danh nghĩa "trợ giúp Hoàng hậu", như vậy thì danh vị hoàng quý phi thời Minh Mạng chưa thực sự xem là danh vị dành cho chính thất thay thế hoàng hậu. Về sau, danh vị này mới dần được xem như vị trí chính thất. Tuy đặt ra từ thời Minh Mạng, nhưng bản thân các vị vua nhà Nguyễn rất ít khi sách phong hoàng quý phi thật sự. Trong lịch sử nội đình triều Nguyễn, chỉ có ba người từng là hoàng quý phi, bao gồm Lệ Thiên Anh Hoàng hậu Vũ thị của Vua Tự Đức, Phụ Thiên Thuần Hoàng hậu Nguyễn Hữu thị của Vua Đồng Khánh và bà Nguyễn Gia Thị Anh của Vua Thành Thái.
Địa vị hoàng quý phi trong nội đình thời Nguyễn rất cao, ở trên cả bậc Nhất giai. Bắt đầu từ thời Tự Đức đã cho chế ra quy định vái lạy và hành lễ, hoàng quý phi được nhận mọi hành lễ của phi tần trong nội đình từ vái đến lạy, địa vị gần như thay thế hoàng hậu chứ không bị hạn chế như thời nhà Thanh. Căn cứ trường hợp của Phụ Thiên Thuần Hoàng hậu và bà Nguyễn Gia Thị Anh, khi sách phong hoàng quý phi thì có nghĩa người ấy đã trở thành vợ cả hợp pháp của các vị vua triều Nguyễn. Riêng trường hợp Trương Như Thị Tịnh, bà được cho là được Khải Định Đế giữ ngôi vị hoàng quý phi, nhưng trong tư liệu trong Đại Nam thực lục và những chỉ dụ sách phong nội đình thì không hề đề cập chuyện này, mà chỉ nhắc đến bà với tư cách là nguyên phối (vợ đầu) của ông.
Triều Tiên là một vương quốc vì các vị Vua của Triều Tiên chỉ xưng Vương. Năm 1897, Triều Tiên Cao Tông Lý Hi chính thức xưng Hoàng đế, chính thất của nhà vua từ "Vương phi" trở thành "Hoàng hậu", Chính nhất phẩm Tần thành "Hoàng quý phi" (황귀비). Triều đại này chỉ có duy nhất một vị hoàng quý phi là Thuần Hiến Hoàng quý phi.

## Lễ sách phong

### Trung Quốc
Ở Việt Nam, cứ là chiếu chỉ nhà vua ban phong thì có thói quen dùng "Sắc phong", nhưng thực tế thì chữ này có nghĩa là "Dùng sắc để phong tước", trong khi đó bậc phi tần thuộc phương diện dùng "Sách" để phong tước, do đó phải gọi là Sách phong (冊封). Triều đại nhà Minh tương đối rộng rãi, việc phong phi tần cũng dùng "Sách lập" (冊立) như của hoàng hậu, nghi thức đại khái rất khoa trương.
Căn cứ theo Minh sử biên soạn, việc phong tước cho phi tần, bất kể là hoàng quý phi hay hoàng phi đều có một quy trình chung:
| “                               | 冊妃之儀: 自洪武三年冊孫氏爲貴妃，定皇帝不御殿，承制官宣制曰：「妃某氏，特封某妃，命卿等持節行禮。」但授冊，無寶，餘並如中宮儀。永樂七年，定冊妃禮。皇帝皮弁服御華蓋殿，傳制。至宣宗立孫貴妃，始授寶，憲宗封萬貴妃，始稱皇，非洪武之舊矣。 . Nghi lễ sách Phi: Từ năm Hồng Vũ thứ 3 sách phong Tôn thị làm Quý phi, định ra Hoàng đế không thăng ngự điện, quan Thừa chế cầm chế tuyên bố: "Phi họ Mỗ, đặc phong làm (Mỗ) phi, mệnh các khanh cầm Tiết hành lễ". Khi ấy chỉ thụ Sách, không nhận Bảo, còn lại đều giống lễ sách lập Trung cung. Năm Vĩnh Lạc thứ 7, định lại lễ sách Phi, Hoàng đế mặc Bì Biền thăng ngự Hoa Cái điện, tiến hành truyền Chế phong. Đến khi Tuyên Tông lập Tôn Quý phi, bắt đầu được nhận Bảo, Hiến Tông phong Vạn Quý phi, bắt đầu gọi là Hoàng, đây đều không phải lệ cũ thời Hồng Vũ vậy. | ” |
| — Minh sử - "Sách phi chi nghi" | |   |

Quy định dành cho sách phong hoàng phi triều Minh có sự khác biệt lớn giữa ba giai đoạn Hồng Vũ, Vĩnh Lạc và Gia Tĩnh. Thời kỳ Hồng Vũ, các hoàng phi, kể cả Quý phi Tôn thị hay thấp nhất Thuận phi Hồ thị, thì đều đội "Cửu địch Tứ phượng quan" (九翚四鳳冠), mặc "Địch y Cửu đẳng" (翟衣九等), khi thụ lễ nhận sách và ấn, sách dùng sách bạc mạ vàng, còn ấn bằng vàng có khắc 4 chữ "Hoàng phi chi ấn" (皇妃之印). Sang thời Vĩnh Lạc, hoàng phi chính thức không còn được dùng Địch y mà là "Đại sam Hà bí" (大衫霞帔). Thời kỳ Gia Tĩnh, sách phong hoàng quý phi được định khác biệt ở chỗ sẽ nhận sách bằng vàng ròng và bảo bằng vàng, các hoàng phi và hoàng tần khác chỉ có sách bạc mạ vàng, riêng quý phi tuy cũng nhận nhận sách vàng nhưng cũng chỉ thêm ấn vàng. Việc chỉ có hoàng quý phi nhận "Bảo" cũng biểu thị địa vị khác biệt trong hậu cung và thời Gia Tĩnh cũng chính thức đem bậc "Hoàng quý phi" ra khỏi hàng phi tần, hoặc là được ghi đại biểu hàng phi tầng như "Hoàng quý phi đẳng phi" (皇貴妃等妃).
Buổi lễ sách phong của hoàng quý phi triều Thanh, theo Quốc triều cung sử (国朝宫史) do Đại học sĩ Ngạc Nhĩ Thái và Trương Đình Ngọc soạn thảo:
| “                                                    | 冊封皇貴妃之禮：命下，禮部諏吉以聞，所司製冊、寶送內閣鐫字。屆期，禮部奏請命大學士、尚書一人充冊封使，侍郎、內閣學士一人充副使。先一日，遣官祗告太廟後殿、奉先殿，俱如常儀。至日質明，禮部鴻臚寺官設節案、冊寶案於太和殿內。鑾儀衛官設采亭於內閣門外。內閣、禮部官奉節、冊、寶出陳亭內，鑾儀校舁行，導以傘仗。禮部官前引至太和殿階下，奉冊、寶隨節以升，設於殿內各案。大學士一人，朝服，立節案之東。正、副使朝服，立丹墀之東，均西面。欽天監官報時。正使由東階升，副使從，至丹陛左北面跪。大學士詣案奉節，由殿中門出授正使。正使受節，偕副使興。所司舉冊、寶案從降中階，仍設亭內，導引如初。是日，內鑾儀衛豫設皇貴妃儀仗於本宮門外，內監設節案、香案於宮內，正中設冊、寶案東西各一。封使既受命，由協和門至景運門外，正使西面，授節內監。內監奉節，內鑾儀校舁冊、寶亭至宮門，奉冊、寶隨節詣皇貴妃宮。皇貴妃禮服出迎於宮門內道右。隨行內監奉節、冊、寶陳於各案，退。皇貴妃就拜位北面跪。女官宣讀冊文、寶文。皇貴妃恭受冊、寶，行六肅三跪三拜禮。畢，送節於宮門內道右，均如皇后受冊之儀。內監持節至景運門，授正使。正使持節，副使從，詣後左門復命，還節。有司各退。翌日，皇貴妃詣皇太后宮，行六肅三跪三拜禮，乃詣皇帝前行禮，皇后前行禮，並如儀。（貴人及皇子、皇孫於皇貴妃宮行禮及宮殿監率闔屬首領太監隨從行禮，俱由宮殿監先期具奏請旨。) . Lễ sách phong cho Hoàng quý phi: Khi Mệnh đã hạ xuống, Lễ bộ tuyển chọn từ ngữ để soạn nội dung sách văn, Sở ti chế tác liền chuẩn bị đúc sách văn và bảo ấn đem đến Nội các để khắc chữ. Sau, Lễ bộ tấu thỉnh (xin Hoàng đế) mệnh một người Đại học sĩ (hoặc Thượng thư) sung làm Sách phong (Chính) sứ. Một Thị lang (hoặc Nội các học sĩ) sung làm Phó sứ. Trước một ngày, (Hoàng đế) khiển quan viên tế cáo Thái Miếu hậu điện cùng Phụng Tiên điện, đều như lệ thường. Sáng sớm ngày sách phong, quan Hồng Lư tự của Lễ bộ thiết tiết án cùng sách bảo án vào trong Thái Hòa điện. Quan viên của Loan Nghi vệ thiết Thải đình bên ngoài cửa Nội các. Quan viên của Nội các cùng Lễ bộ từ trong đình viện đi ra bưng Tiết cùng sách bảo, Loan Nghi giáo đi theo, có sắp đặt người mang tán trượng dẫn đường. Quan viên Lễ bộ dẫn (những quan khác) đến bậc thềm của Thái Hòa điện, rồi cung phụng sách bảo theo Tiết đi lên, để vào từng án bên trong điện. Một Đại học sĩ, mặc Triều phục đứng ở bên Đông của Tiết án. Chính sứ cùng Phó sứ mặc Triều phục, đứng ở phía Đông đan trì, hướng mặt về phía Tây. Quan viên từ Khâm Thiên giám báo giờ lành đã đến. Chính sứ theo hướng Đông đi lên, Phó sứ đi theo, đến bệ thềm bên trái thì hướng mặt Bắc mà quỳ. Đại học sĩ đến án phụng Tiết, theo Điện Trung môn ra mà trao cho Chính sứ. Chính sứ nhận Tiết, cùng Phó sứ đứng dậy. Sở ti án đặt sách bảo theo xuống bậc thềm, thiết Đình nội và dẫn đạo đều như cũ. Cùng ngày, Nội Loan Nghi vệ thiết lập Nghi trượng của Hoàng quý phi bên ngoài cửa cung của Hoàng quý phi, Nội giám thiết đặt Tiết án, Hương án ở trong cung, chính giữa bên trong thì thiết đặt án của sách và bảo theo tứ tự là Đông và Tây. Phong sứ sau khi thụ mệnh, theo Hiệp Hòa môn đến ngoài Cảnh Vận môn. Chính sứ hướng mặt về hướng Tây, giao Tiết cho quan Nội giám. Nội giám phụng Tiết, Nội Loan Nghi giáo dẫn Sách, Bảo đình đến cửa cung, rồi cầm sách, bảo theo người bưng Tiết vào cung của Hoàng quý phi. Hoàng quý phi mặc Lễ phục chờ ở bên Hữu cửa cung. Nội giám phụng Tiết, Sách, Bảo đặt vào các án, sau đó lui. Hoàng quý phi bái hướng Bắc và quỳ. Nữ quan tuyên đọc sách văn, bảo văn. Hoàng quý phi cung kính nhận sách, bảo, thực hiện Lục túc tam quỵ tam bái lễ. Sau khi xong, đưa Tiết đến bên Hữu cửa cung, đều như lễ Hoàng hậu thụ sách. Nội giám cầm Tiết đến Cảnh Vận môn, giao cho Chính sứ. Chính sứ cầm Tiết, Phó sứ đi theo, đến sau tả môn chờ phục mệnh, sau đó trao lại Tiết. Hữu ti từ từ lùi xuống. Ngày hôm sau, Hoàng quý phi đến cung của Hoàng thái hậu, tiến hành "Lục túc tam quỵ tam bái lễ", sau đó đến trước Hoàng đế cùng Hoàng hậu hành lễ, đều như vậy (tức là đều hành bái Lục túc tam quỵ tam bái lễ). (Quý nhân cùng Hoàng tử và Hoàng tôn đến cung của Hoàng quý phi để hành lễ. Cùng lúc đó, Cung điện giám dẫn các hạng Thái giám (trong cung của Hoàng quý phi) đến hành lễ. Những việc này phải do Cung điện thái giám tấu trước mới lĩnh chỉ bái.) | ” |
| — Quốc triều cung sử - "Lễ sách phong Hoàng quý phi" | |   |

Còn lễ sách phong của Kế Hoàng hậu Na Lạp thị, bà được sách phong với tư cách hoàng hậu nên đều khác với lễ tấn phong hoàng quý phi bình thường. Theo đó, bà được nhận nghi thức "Khánh hạ" (慶賀) - một loại lễ mà đối tượng thụ lễ sẽ nhận chúc mừng công khai từ quan viên, là nghi thức chỉ được dùng cho dịp "Tam đại tiết" (Nguyên Đán, Đông chí, Vạn thọ), khi hoàng đế làm "lễ Đăng cực", "Thượng tôn hiệu" cho hoàng thái hậu và lễ "Sách lập Trung cung" cho hoàng hậu. Trong ngày làm lễ, Na Lạp thị tại Giao Thái điện đã được hưởng "Lục túc tam quỵ tam bái lễ" từ công chúa, vương phi cùng mệnh phụ. Điều này cho thấy vị trí "Hoàng quý phi Nhiếp lục cung sự" không giống hoàng quý phi bình thường, như Thanh sử cảo đã chép: "Năm Càn Long thứ 13, định Hoàng phi Nhiếp lục cung sự, thể chế lễ nghi cùng tế cáo đều y như lễ sách lập Trung cung".
Việc hoàng đế tại vị gia phong tước hiệu cho các thái phi được gọi là Tôn phong (尊封). Quy trình tôn phong, lẫn sách và bảo mà các thái phi sẽ nhận trong lễ đều y hệt như khi gia phong phi tần bình thường, nhưng các thái phi được bỏ qua các lễ cần bái yết hoàng đế, điều này là do các thái phi có thân phận trưởng bối vì là phi tần của tiên hoàng đế. Ngoài ra, sách bảo các thái phi - bất kể tước vị - đều dùng ngọc thay vì vàng như các phi tần.

### Quốc gia đồng văn
Tuy các vua triều Nguyễn xem vị trí hoàng quý phi ở bậc hơn các phi tần, thậm chí thời Đồng Khánh và Thành Thái còn xem đây là vị hiệu của chính thê, nhưng lễ sách phong hoàng quý phi triều Nguyễn vẫn dựa theo quy chuẩn phong phi tần bình thường, không được nhận "Bảo" hay thậm chí là "Ấn", riêng sách được dùng bằng vàng ròng, không như Nhất giai và Nhị giai chỉ là bạc mạ vàng.
Quá trình sách phong cung giai nói chung của triều Nguyễn, được ghi lại trong Khâm định Đại Nam hội điển sự lệ như sau:
| “                                                                  | Đối với việc phong Phi, Chánh và Phó sứ đều là quan văn, chọm một quan Nhất phẩm và một quan Nhị phẩm. Từ bậc Tần trở xuống Tài nhân, chọn một quan văn và một quan võ đều ở hàng Nhị phẩm làm Chánh và Phó sứ. Khi mệnh phong cung giai được đưa ra, phía Khâm thiên giám sẽ chọn ngày tốt. Trước một ngày chọn sai một Hoàng thân công đến cung ngự của Thái hậu tâu trình về nhật kỳ sách phong. Cho người đặt 2 cái án vàng, một để dựng cờ tiết, một để đặt hộp sách bạc, giữa điện Cần Chánh. Một viên thái giám chuyển lời báo đến nữ quan cho đặt thêm 2 án vàng ở gian chính giữa của viện mà vị Phi đó ở, riêng các bậc Tần trở xuống thì đặt 2 án ngay cung Khôn Thái. Án đặt ở phía bắc, các cung giai hành lễ sẽ lạy ở phía nam của án. Đến ngày làm lễ sách phong, lúc mờ sáng, đưa Tiết đến trên án vàng thứ nhất ở điện Cần Chánh, để hộp sách ở trên án vàng thứ hai. Ty Loan Nghi đặt Long đình ở dưới thềm, án vàng và nhã nhạc ở hai bên tả hữu trước sân điện đứng chực. Chánh và Phó sứ đều mặc Triều phục đứng đợi. Một viên đường quan ở Nội các và một viên Ty viên ở bộ Lễ, nếu trật Ngũ phẩm trở lên đều mặc phẩm phục đứng ở hành lang bên đông, ty Loan Nghi đưa đủ tán vàng, đội hộ vệ Cảnh tất bày gương, vệ Cẩm Y đeo bao, Thân binh và Cảnh binh đem đủ Nghi trượng đỏ đứng chực ở ngoài cửa Nhật Tinh. Viên Thái giám, Cung giám mặc áo màu đứng đợi ở nhà Duyệt Thị đường, Thái giám đợi bưng cờ Tiết, Cung giám đợi khiêng Long đình để sách. Đến giờ, Chánh và Phó sứ đến sân, đều quỳ, viên đường quan ở Nội các bưng cờ Tiết từ thềm giữa xuống trao cho viên Chánh sứ, sau cùng viên Phó sứ từ từ đứng dậy. Ty viên ở bộ Lễ kính bưng hộp sách, theo thềm giữa xuống đưa vào trong Long đình, đội lính đi trước dẫn đường, nổi nhã nhạc. Chánh sứ cầm Tiết đi trước, còn Long đình đang để hộp sách nối tiếp theo, che lọng vàng, Phó sứ và ty viên ở bộ Lễ cũng lần lượt theo sau, đều theo cửa giữa của Đại Cung môn mà chuyển sang bên tả, đến ngoài cửa Nhật Tinh. Biền binh cầm tán vàng, gươm dài, nghi trượng đỏ đi trước, còn Biền binh đeo dao sẽ đi sau. Đến cửa Hưng Khánh, lính mang Nghi trượng, tán lọng dừng chờ, sứ mang cờ Tiết, Long đình và Phó sứ đều chuyển sang bên Tả, theo đó đi cửa bên tả nhà Duyệt Thị mà vào. Đưa Long đình để ở giữa chiếu trải giữa gian chính nhà Duyệt Thị. Viên Thái giám quỳ ở bên hữu Long đình. Viên Chánh sứ trao cờ Tiết cho viên Thái giám, rồi Thái giám nhận và đứng dậy. Bọn Cung giám khiêng Long đình và Thái giám cầm Tiết đều chuyển cho Nữ quan tiếp nhận, chiếu theo thứ tự bưng cờ Tiết rồi khiêng Long đình. Nhã nhạc nổi lên. Đưa cờ Tiết và Long đình đến viện mà Cung phi vẫn ở (các Khâm sứ vẫn đợi ở nhà Duyệt Thị, rồi do Thị vệ khoản đãi nước chè). Phi đội sẵng mũ áo và quỳ trước sân viện vẫn ở (còn Tần trở xuống thì quỳ đón ở cửa cung Khôn Thái), đón cờ Tiết và Sách rồi quỳ lạy tạ ân, sau đứng dậy theo vào. Nữ quan bưng cờ Tiết để ở án vàng thứ nhất, hộp Sách thì ở án vàng thứ hai (Long đình được khiêng ra). Sau khi Long đình khiêng ra, Phi đến làm đại lễ: 3 lần quỳ xuống, 6 lần vái quỳ. Nữ quan bưng hộp Sách trao cho Phi, Phi nhận để ngay trán rồi chuyển cho Nữ quan, còn Phi tiếp tục quỳ vái tạ, tiếp lục làm lễ 3 lần quỳ 6 lần vái. Nữ quan bưng cờ Tiết chuyển cho Thái giám đưa đến nhà Duyệt Thị, rồi Thái giám chuyển trao cho viên Chánh sứ tiếp nhận. Chánh và Phó sứ sau đem cờ Tiết về điện Cần Chánh, làm lễ phục mệnh vọng bái rồi đi ra về. Ngay hôm ấy, Phi mặc áo mũ làm lễ tạ ơn với Hoàng đế, 3 lần quỳ 6 lần vái. Lại đến cung Hoàng thái hậu, làm lễ bái yết tương tự. | ” |
| — Trích "Sách phong cung giai" - Đại Nam hội điển, tập 6・Quyển 76 | |   |

Nhà Triều Tiên chỉ đặt lễ phong hoàng quý phi ở triều Cao Tông, và theo ghi nhận thì Nghiêm thị nhận sách vàng và ấn vàng, không dùng "Bảo", ngoài ra được hưởng hành lễ trong nội điện. Dẫu vậy hoàng quý phi cũng chỉ là một danh hiệu phi tần, khi được liệt kê đều ở sau hoàng thái tử.

## Các đời hoàng quý phi

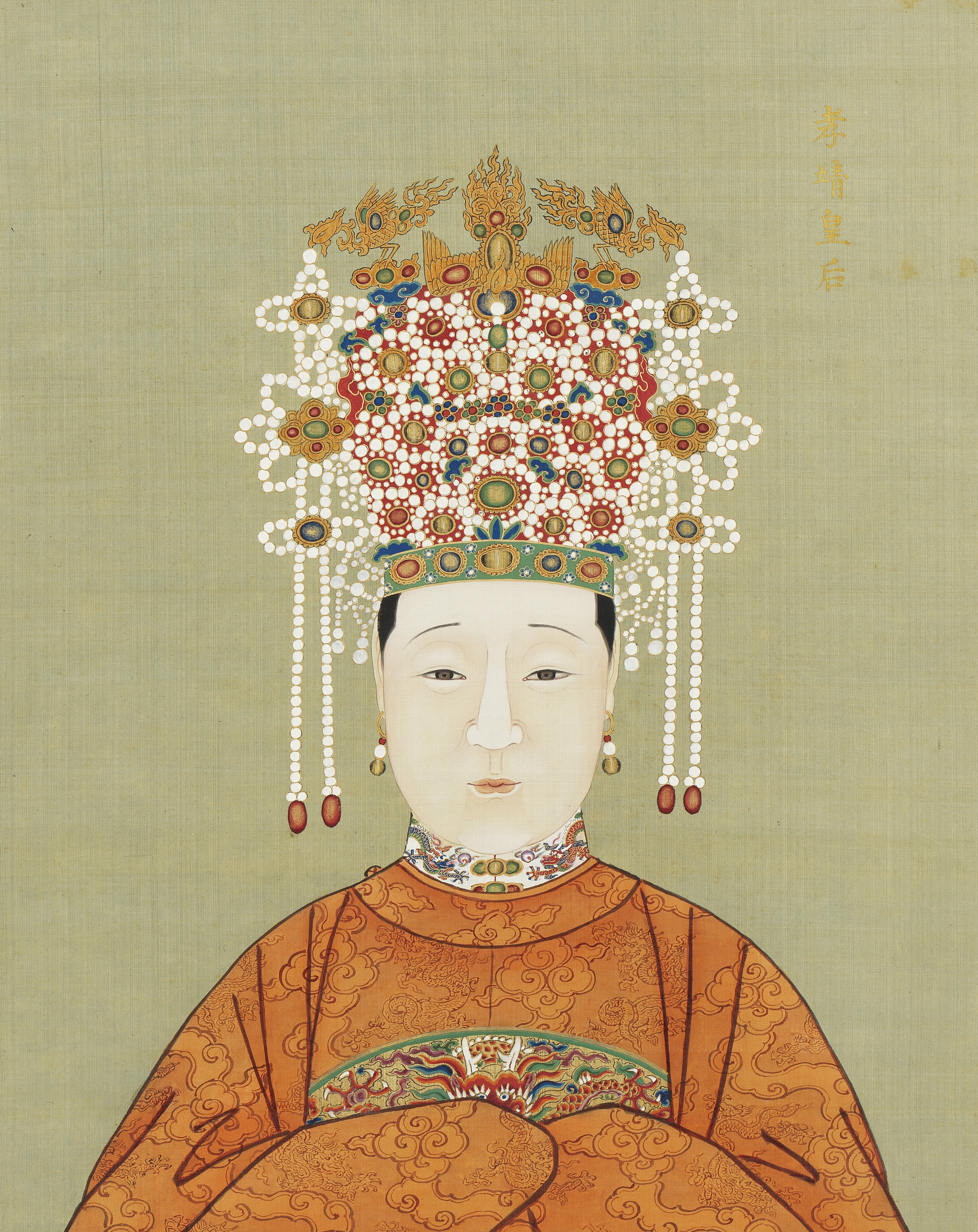
Ôn Túc Hoàng quý phi Vương thị - sinh mẫu Minh Quang Tông.

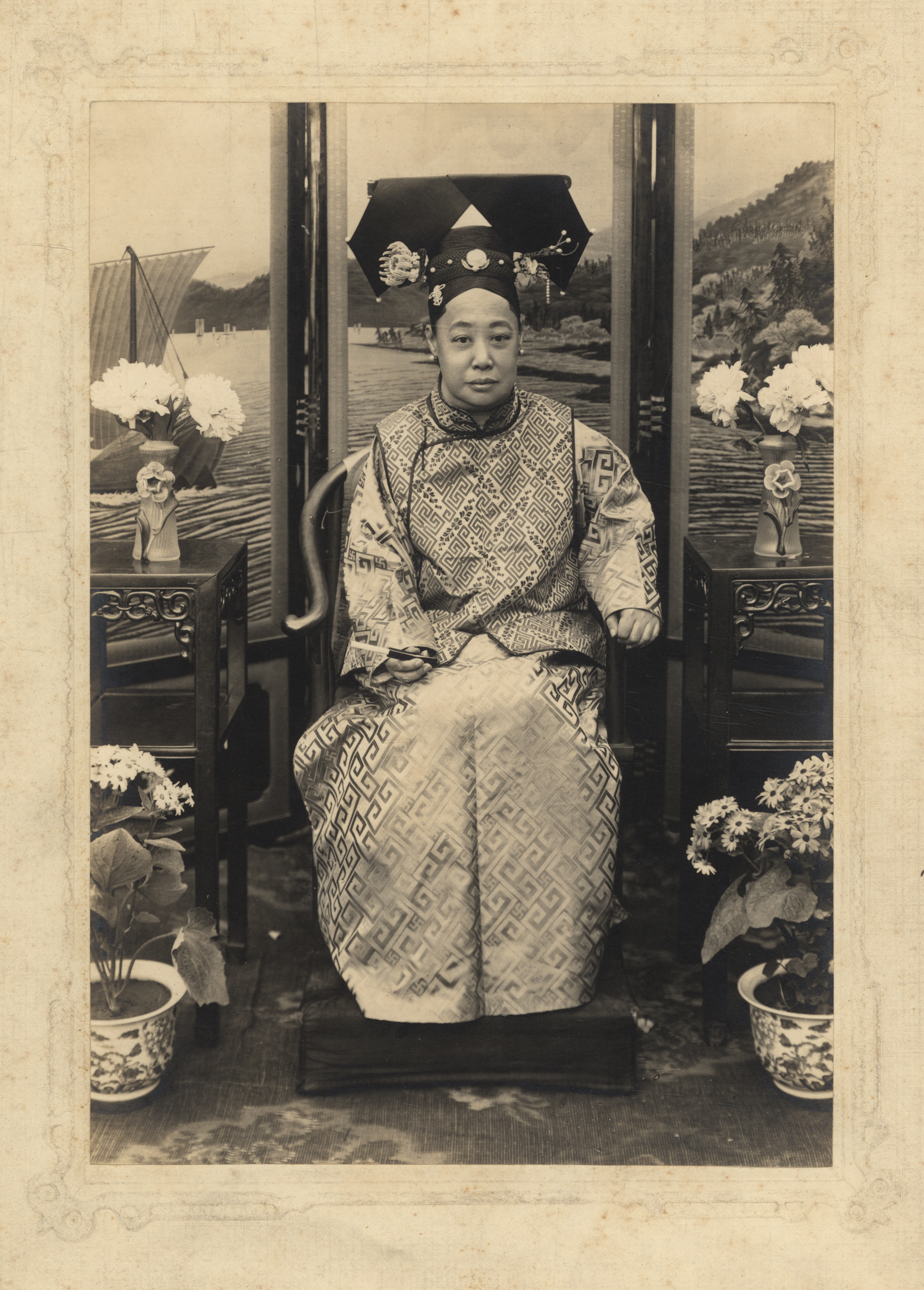
Đoan Khang Hoàng quý phi Tha Tha Lạp thị - thái phi thời Tuyên Thống.

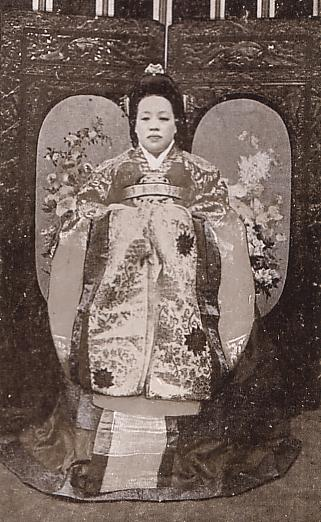
Thuần Hiến Hoàng quý phi Nghiêm thị - hoàng quý phi của Triều Tiên Cao Tông.

### Nhà Minh
| Hoàng quý phi triều Minh                                 | Hoàng quý phi triều Minh | Hoàng quý phi triều Minh | Hoàng quý phi triều Minh                             | Hoàng quý phi triều Minh       | Hoàng quý phi triều Minh |
| Thụy hiệu                                                | Tên họ                   | Sinh mất                 | Thụ phong                                            | Phu quân                       | Ghi chú |
| -------------------------------------------------------- | ------------------------ | ------------------------ | ---------------------------------------------------- | ------------------------------ | --- |
| "Không có"                                               | Đường thị                | ? - 1457                 | Ngày Canh Mậu, tháng 8 Cảnh Thái năm thứ 7 (1456)    | Minh Đại Tông Chu Kỳ Ngọc      | Trên thực tế, bà là vị Hoàng quý phi đầu tiên được sách phong trong lịch sử. Sau khi Minh Anh Tông phục vị và phế truất Minh Đại Tông, bà bị Anh Tông phế bỏ vị hiệu Hoàng quý phi, ép tuẫn táng.                          |
| Cung Túc Đoan Thận Vinh Tĩnh Hoàng quý phi               | Vạn Trinh Nhi            | 1430 - 1487              | Ngày Mậu Dần, tháng 10 Thành Hóa năm thứ 12 (1476)   | Minh Hiến Tông Chu Kiến Thâm   | Do Đường thị bị phế bỏ vị hiệu, Vạn Trinh Nhi trở thành vị Hoàng quý phi đầu tiên được công nhận trong lịch sử. Được Hiến Tông cả đời sủng ái, sinh hạ Hoàng trưởng tử nhưng chết yểu.                                     |
| Vinh An Huệ Thuận Cung Hi Hoàng quý phi                  | Diêm thị                 | ? - 1540                 | Ngày Ất Mùi, tháng 1 Gia Tĩnh năm thứ 19 (1540)      | Minh Thế Tông Chu Hậu Thông    | Truy phong vì sinh Hoàng trưởng tử của Thế Tông là Ai Trùng Thái tử Chu Tái Cơ. |
| Đoan Hòa Cung Thuận Ôn Hi Hoàng quý phi                  | Vương thị                | ? - 1550                 | Ngày Quý Mão, tháng 1 Gia Tĩnh năm thứ 19 (1540)     | Minh Thế Tông Chu Hậu Thông    | Sinh hạ Hoàng thứ tử của Thế Tông là Trang Kính Thái tử Chu Tái Duệ, tấn phong cùng lúc với Hoàng quý phi Thẩm thị. |
| Trang Thuận An Vinh Trinh Tĩnh Hoàng quý phi             | Thẩm thị                 | ? - 1581                 | Ngày Quý Mão, tháng 1 Gia Tĩnh năm thứ 19 (1540)     | Minh Thế Tông Chu Hậu Thông    | Tấn phong cùng lúc với Hoàng quý phi Vương thị, qua đời dưới thời Minh Thần Tông. |
| Cung Khác Huệ Vinh Hòa Tĩnh Hoàng quý phi                | Trịnh thị                | 1565 - 1630              | Ngày Đinh Dậu, tháng 3 Vạn Lịch năm thứ 14 (1586)    | Minh Thần Tông Chu Dực Quân    | Tại vị cùng lúc với Hoàng quý phi Vương thị, sinh hạ 3 hoàng tử và 3 hoàng nữ, nổi tiếng được Thần Tông xem trọng. Về sau được nhà Nam Minh tôn thụy hiệu Hiếu Ninh Thái hoàng thái hậu (孝寧太皇太后).                    |
| Hiếu Tĩnh Hoàng thái hậu                                 | Vương thị                | 1565 - 1611              | Ngày Kỷ Mão, tháng 3 Vạn Lịch năm thứ 34 (1606)      | Minh Thần Tông Chu Dực Quân    | Tại vị cùng lúc với Hoàng quý phi Trịnh thị, sinh mẫu của Minh Quang Tông. Ban đầu qua đời khi là hoàng quý phi, thụy là Ôn Túc Đoan Tĩnh Thuần Ý (溫肅端靖純懿), sau Quang Tông mới đổi thụy hiệu hiện tại.               |
| Cung Thuận Vinh Trang Đoan Tĩnh Hoàng quý phi            | Lý thị                   | ? - 1597                 | Ngày Ất Mão, tháng 3 Vạn Lịch năm thứ 25 (1597)      | Minh Thần Tông Chu Dực Quân    | Vốn là Kính phi (敬妃), qua đời được truy phong Hoàng quý phi, lễ như Trang Thuận An Vinh Trinh Tĩnh Hoàng quý phi của Thế Tông. Về sau được nhà Nam Minh truy tôn thụy hiệu Hiếu Kính Thái hoàng thái hậu (孝敬太皇太后). |
| "Không có"                                               | Lý thị                   | 1594 - 1674              | Không có lễ                                          | Minh Quang Tông Chu Thường Lạc | Chỉ có một chỉ dụ, chưa tiến hành lễ sách phong do Quang Tông tại vị chỉ 1 tháng. |
| "Không có"                                               | Phạm thị                 | ? - ?                    | Ngày Mậu Thìn, tháng 11 Thiên Khải năm thứ 3 (1623)  | Minh Hy Tông Chu Do Hiệu       | Sinh hạ Điệu Hoài Thái tử Chu Từ Dục. |
| "Không có"                                               | Nhậm thị                 | ? - ?                    | Ngày Bính Thìn, tháng 11 Thiên Khải năm thứ 5 (1625) | Minh Hy Tông Chu Do Hiệu       | Sinh hạ Hiến Hoài Thái tử Chu Từ Quế. |
| Cung Thục Đoan Huệ Tĩnh Hoài Hoàng quý phi               | Điền Tú Anh              | 1611 - 1642              | Không ghi lại                                        | Minh Tư Tông Chu Do Kiểm       | Có vẻ là truy phong, ngày truy phong cũng không ghi lại, sinh hạ ba vị hoàng tử. Nổi tiếng là sủng phi của Tư Tông. |
| : trường hợp được truy phong mà chưa thụ lễ khi còn sống |                          |                          |                                                      |                                | |

### Nhà Thanh
| Hoàng quý phi triều Thanh                                                                                                 | Hoàng quý phi triều Thanh | Hoàng quý phi triều Thanh | Hoàng quý phi triều Thanh                                 | Hoàng quý phi triều Thanh     | Hoàng quý phi triều Thanh |
| Thụy hiệu | Tên họ                    | Sinh mất                  | Thụ phong                                                 | Phu quân                      | Ghi chú |
| --- | ------------------------- | ------------------------- | --------------------------------------------------------- | ----------------------------- | --- |
| Hiếu Hiến Đoan Kính Hoàng hậu                                                                                             | Đổng Ngạc thị             | 1639 - 1660               | Ngày Mậu Dần, tháng 12 Thuận Trị năm thứ 13 (1656)        | Thanh Thế Tổ Thuận Trị Đế     | Vị Hoàng quý phi đầu tiên của nhà Thanh, rất được Thuận Trị Đế sủng ái. Sau khi mất, bà được truy phong Hoàng hậu. Trường hợp Đổng Ngạc thị bị các Hoàng đế đời sau kiêng dè cúng tế vì bà không phải Trung cung, lại chưa từng sinh Tân đế kế vị. |
| Hiếu Ý Nhân Hoàng hậu | Đông Giai thị             | ? - 1689                  | Ngày Kỷ Hợi, tháng 12 Khang Hi năm thứ 20 (1681)          | Thanh Thánh Tổ Khang Hi Đế    | Mẹ nuôi của Ung Chính Đế. Sau khi Hiếu Chiêu Nhân Hoàng hậu mất, bà được Khang Hi Đế tấn phong Hoàng quý phi và quản lý hậu cung. Năm 1689, bà lâm trọng bệnh, được Khang Hi Đế sách lập Hoàng hậu, tuy nhiên 2 ngày sau bà qua đời. |
| Khác Huệ Hoàng quý phi | Đông Giai thị             | 1668 - 1743               | Ngày Tân Tị, tháng 6 Ung Chính năm thứ 2 (1724)           | Thanh Thánh Tổ Khang Hi Đế    | Em gái của Hiếu Ý Nhân Hoàng hậu. Nguyên là Quý phi triều Khang Hi, được Ung Chính Đế tấn tôn Hoàng quý phi với thân phận Thái phi, vị hiệu Hoàng khảo Hoàng quý phi (皇考皇貴妃). Về sau, Càn Long đế gia tôn Hoàng quý thái phi thành Thọ Kỳ Hoàng quý thái phi (壽祺皇貴太妃). |
| Đôn Di Hoàng quý phi | Qua Nhĩ Giai thị          | 1683 - 1768               | Ngày Bính Ngọ, tháng 11 Càn Long năm thứ 8 (1743)         | Thanh Thánh Tổ Khang Hi Đế    | Nguyên là Hòa phi (和妃) triều Khang Hi, thời Ung Chính được tôn Hoàng khảo Quý phi (皇考貴妃), thời Càn Long được tấn tôn Quý thái phi, vị hiệu Ôn Huệ Quý thái phi (溫惠貴太妃). Sau khi Khác Huệ Hoàng quý phi qua đời, được Càn Long Đế tấn tôn Hoàng quý thái phi. |
| Kính Mẫn Hoàng quý phi | Chương Giai thị           | ? - 1699                  | Ngày Nhâm Thân, tháng 6 Ung Chính nguyên niên (1723)      | Thanh Thánh Tổ Khang Hi Đế    | Là một cung tần không danh phận triều Khang Hi, sau khi mất truy tặng Mẫn phi (敏妃), thời Ung Chính được truy phong Hoàng quý phi. |
| Đôn Túc Hoàng quý phi | Niên thị                  | ? - 1725                  | Không có lễ                                               | Thanh Thế Tông Ung Chính Đế   | Em gái của Niên Canh Nghiêu. Tháng 11 năm Ung Chính thứ 3 (1725), bà lâm trọng bệnh nên Ung Chính Đế tấn phong bà làm Hoàng quý phi để xung hỉ, tuy nhiên 3 ngày sau bà qua đời. |
| Thuần Ý Hoàng quý phi | Cảnh thị                  | 1689 - 1785               | Ngày Giáp Thân, tháng 10 Càn Long năm thứ 43 (1778)       | Thanh Thế Tông Ung Chính Đế   | Nguyên là Dụ phi (裕妃) thời Ung Chính, được Càn Long Đế tôn làm Quý phi với vị hiệu Hoàng khảo Dụ Quý phi (皇考裕貴妃), rồi tiếp tục tôn Hoàng quý phi. |
| Tuệ Hiền Hoàng quý phi | Cao Giai thị              | 1711 - 1745               | Không có lễ                                               | Thanh Cao Tông Càn Long Đế    | Tháng 1 năm Càn Long thứ 10 (1745), bà hấp hối nên Càn Long Đế ra chỉ dụ tấn phong bà làm Hoàng quý phi, 2 ngày sau bà qua đời. Do bệnh nặng nên không tiện cử hành lễ sách phong. |
| "Không có" | Na Lạp thị                | 1718 - 1766               | Ngày Nhâm Ngọ, tháng 4 Càn Long năm thứ 14 (1749)         | Thanh Cao Tông Càn Long Đế    | Sau khi Hiếu Hiền Thuần Hoàng hậu mất, bà được Càn Long Đế chỉ định kế vị Trung cung, sách phong Nhiếp lục cung sự Hoàng quý phi. Khác với các Hoàng quý phi thông thường, bà được nhận đãi ngộ Hoàng hậu và có quyền chưởng quản hậu cung như một Hoàng hậu chân chính. Sau khi mãn tang, bà chính thức được sách lập Hoàng hậu. Tháng 1 năm 1765, bà đột ngột bị thất sủng. Càn Long Đế thu hồi sách bảo và giam lỏng bà trong cung, sau khi qua đời cũng không có thụy hiệu Hoàng hậu.                                                                             |
| Thuần Huệ Hoàng quý phi                                                                                                   | Tô thị                    | 1713 - 1760               | Ngày Ất Dậu, tháng 4 Càn Long năm thứ 25 (1760)           | Thanh Cao Tông Càn Long Đế    | Vị Hoàng quý phi duy nhất của nhà Thanh xuất thân người Hán. Theo ghi chép của Sách Thực lục, ngày Kỷ Tị tháng 3 năm thứ 25, bà lâm trọng bệnh nên Càn Long Đế tấn phong bà làm Hoàng quý phi để xung hỉ, tuy nhiên sang ngày 11 tháng 4 bà qua đời. Không ghi lại lễ sách phong, chỉ có một hồ sơ Nội vụ phủ ghi lại. |
| Hiếu Nghi Thuần Hoàng hậu                                                                                                 | Ngụy Giai thị             | 1727 - 1775               | Ngày Ất Mão, tháng 6 Càn Long năm thứ 30 (1765)           | Thanh Cao Tông Càn Long Đế    | Sinh mẫu của Gia Khánh Đế. Sau khi Kế Hoàng hậu bị thất sủng, bà được Càn Long Đế tấn phong Hoàng quý phi. Thụy hiệu của bà khi qua đời là Lệnh Ý Hoàng quý phi (令懿皇貴妃). Về sau, Càn Long Đế chọn con trai bà là Gia Khánh Đế làm người kế vị, do đó bà được truy tặng Hoàng hậu. |
| Triết Mẫn Hoàng quý phi                                                                                                   | Phú Sát thị               | ? - 1735                  | Ngày Mậu Tuất, tháng 1 Càn Long năm thứ 10 (1745)         | Thanh Cao Tông Càn Long Đế    | Truy phong vì sinh ra Hoàng Trưởng tử Vĩnh Hoàng. |
| Thục Gia Hoàng quý phi | Kim Giai thị              | 1713 - 1755               | Ngày Bính Tuất tháng 11 Càn Long năm thứ 20 (1755)        | Thanh Cao Tông Càn Long Đế    | Truy phong theo chỉ dụ của Sùng Khánh Hoàng thái hậu. |
| Khánh Cung Hoàng quý phi                                                                                                  | Lục thị                   | 1724 - 1774               | Ngày Quý Hợi, tháng 1 Gia Khánh năm thứ 4 (1799)          | Thanh Cao Tông Càn Long Đế    | Truy phong vì có công nuôi dưỡng Gia Khánh Đế. |
| Hiếu Hòa Duệ Hoàng hậu | Nữu Hỗ Lộc thị            | 1776 - 1850               | Ngày Nhâm Tý, tháng 10 Gia Khánh năm thứ 2 (1797)         | Thanh Nhân Tông Gia Khánh Đế  | Sau khi Hiếu Thục Duệ Hoàng hậu mất, bà được Càn Long Thái Thượng hoàng chỉ định kế vị Trung cung nên sách phong Hoàng quý phi. Sau khi mãn tang Thái thượng hoàng, bà chính thức được sách lập Hoàng hậu. Thời Đạo Quang, bà được tôn làm Cung Từ Hoàng thái hậu (恭慈皇太后). |
| Hòa Dụ Hoàng quý phi | Lưu Giai thị              | 1761 - 1834               | Ngày Nhâm Dần, tháng 12 Gia Khánh năm thứ 25 (1820)       | Thanh Nhân Tông Gia Khánh Đế  | Nguyên là Hàm Quý phi (諴貴妃) triều Gia Khánh Đế, được Đạo Quang Đế tấn tôn Hoàng quý phi với thân phận Thái phi, vị hiệu Hoàng khảo Hàm Hi Hoàng quý phi (皇考諴禧皇貴妃). |
| Cung Thuận Hoàng quý phi                                                                                                  | Nữu Hỗ Lộc thị            | 1787 - 1860               | Ngày Tân Dậu, tháng 12 Đạo Quang năm thứ 26 (1846)        | Thanh Nhân Tông Gia Khánh Đế  | Nguyên là Như phi (如妃) triều Gia Khánh Đế, được Đạo Quang Đế tấn tôn Như Quý phi (如貴妃). Sau khi Hàm Hi Hoàng quý phi mất được tấn tôn Hoàng khảo Như Hoàng quý phi (皇考如皇貴妃). |
| Hiếu Toàn Thành Hoàng hậu                                                                                                 | Nữu Hỗ Lộc thị            | 1808 - 1840               | Không có lễ                                               | Thanh Tuyên Tông Đạo Quang Đế | Sau khi Hiếu Thận Thành Hoàng hậu mất, ngày Quý Sửu, tháng 8 năm Đạo Quang thứ 13 (1833), bà được Đạo Quang Đế chỉ định kế vị Trung cung, sách phong Nhiếp lục cung sự Hoàng quý phi. Đầu năm sau, bà chính thức được sách lập Hoàng hậu. Bà là một trong ba Hoàng quý phi được định sẵn kế ngôi Hoàng hậu bên cạnh Thanh Cao Tông Kế Hoàng hậu và Hiếu Hòa Duệ Hoàng hậu, tuy nhiên, bà được đặc cách rút ngắn thời gian để tang cố Hoàng hậu chỉ vỏn vẹn 16 tháng thay vì 27 tháng như thường lệ.                                                                   |
| Hiếu Tĩnh Thành Hoàng hậu                                                                                                 | Bát Nhĩ Tế Cát Đặc thị    | 1812 - 1855               | Ngày Quý Dậu, tháng 12 Đạo Quang năm thứ 20 (1840)        | Thanh Tuyên Tông Đạo Quang Đế | Mẹ nuôi của Hàm Phong Đế. Sau khi Hiếu Toàn Thành Hoàng hậu mất, bà được Đạo Quang Đế tấn phong Hoàng quý phi. Dưới thời Hàm Phong Đế, bà được gia tôn Hoàng khảo Khang Từ Hoàng quý thái phi (皇考康慈皇貴太妃). Ngày 1 tháng 7 năm Hàm Phong thứ 5 (1855), bà lâm trọng bệnh, trong lúc hấp hối được Hàm Phong Đế tôn làm Khang Từ Hoàng thái hậu (康慈皇太后), 8 ngày sau bà qua đời. Bà là trường hợp duy nhất của nhà Thanh chưa từng làm Hoàng hậu khi còn sống, cũng không sinh Tân đế kế vị nhưng nhờ ơn nuôi dưỡng Hoàng đế nên vẫn được tôn Hoàng thái hậu. |
| Trang Thuận Hoàng quý phi                                                                                                 | Ô Nhã thị                 | 1822 - 1866               | Ngày Ất Sửu, tháng 10 Hàm Phong năm thứ 11 (1861)         | Thanh Tuyên Tông Đạo Quang Đế | Bà nội ruột của Quang Tự Đế. Vốn là Lâm Quý phi (琳貴妃) triều Đạo Quang, được Hàm Phong Đế tôn làm Quý thái phi. Dưới thời Đồng Trị Đế, bà được tôn Hoàng quý thái phi, vị hiệu Lâm Hoàng quý thái phi (琳皇貴太妃). |
| Trang Tĩnh Hoàng quý phi                                                                                                  | Tha Tha Lạp thị           | 1837 - 1890               | Ngày Ất Sửu, tháng 10 Hàm Phong năm thứ 11 (1861)         | Thanh Văn Tông Hàm Phong Đế   | Nguyên là Lệ phi (麗妃) triều Hàm Phong, được Đồng Trị Đế được tôn lên làm Thái phi Hoàng quý phi, vị hiệu Lệ Hoàng quý phi (麗皇貴妃). |
| Đoan Khác Hoàng quý phi                                                                                                   | Đông Giai thị             | 1844 - 1910               | Ngày Đinh Sửu, tháng 10 Quang Tự năm thứ 34 (1908)        | Thanh Văn Tông Hàm Phong Đế   | Nguyên là Kỳ tần (祺嬪) thời Hàm Phong, được Đồng Trị Đế Kỳ phi (祺妃), Quang Tự Đế tôn Kỳ Quý phi (祺貴妃). Năm đầu Tuyên Thống, vì là phi tần có bối phận cao nhất nên được tôn làm Hoàng quý thái phi, vị hiệu Kỳ Hoàng quý thái phi (祺皇貴太妃). |
| Thục Thận Hoàng quý phi                                                                                                   | Phú Sát thị               | 1859 - 1904               | Ngày Mậu Tý, tháng 12 Đồng Trị năm thứ 13 (1874)          | Thanh Mục Tông Đồng Trị Đế    | Nguyên là Tuệ phi (慧妃) triều Đồng Trị, rất được lòng Từ Hi Thái hậu. Đồng Trị Đế lâm bệnh, Lưỡng cung Hoàng thái hậu gia ra chỉ dụ gia phong Hậu cung, tấn phong bà làm Hoàng quý phi. Sau ban huy hiệu Đôn Nghi (敦宜), lại thêm thành Đôn Nghi Vinh Khánh Hoàng quý phi (敦宜榮慶皇貴妃). Bà là Hoàng quý phi tại vị cuối cùng của nhà Thanh và lịch sử Trung Quốc, không xét các trường hợp được truy phong hay phi tần góa phụ được Hoàng đế đời sau gia tôn.                                                                                                   |
| Hiến Triết Hoàng quý phi                                                                                                  | Hách Xá Lý thị            | 1856 - 1932               | Ngày Đinh Sửu, tháng 10 Quang Tự năm thứ 34 (1908)        | Thanh Mục Tông Đồng Trị Đế    | Nguyên là Du phi (瑜妃) thời Đồng Trị, được Quang Tự Đế được gia tôn Du Quý phi (瑜貴妃), Tuyên Thống Đế gia tôn Hoàng quý phi, vị hiệu Du Hoàng quý phi (瑜皇貴妃). Sau khi Phổ Nghi thoái vị và thành lập "Tiểu triều đình", vào năm 1913 (Dân Quốc năm thứ 2), ngày 12 tháng 3 (tức 5 tháng 2 ÂL), bà được tôn vị hiệu Kính Ý Hoàng quý phi (敬懿皇貴妃). |
| Cung Túc Hoàng quý phi | A Lỗ Đặc thị              | 1857 - 1921               | Ngày Đinh Sửu, tháng 10 Quang Tự năm thứ 34 (1908)        | Thanh Mục Tông Đồng Trị Đế    | Nguyên là Tuần phi (珣妃), được Quang Tự Đế tấn tôn Tuần Quý phi (珣貴妃), Tuyên Thống Đế tấn tôn Hoàng quý phi, vị hiệu Tuần Hoàng quý phi (珣皇貴妃). Sau khi Phổ Nghi thoái vị và thành lập "Tiểu triều đình", vào năm 1913 (Dân Quốc năm thứ 2), ngày 12 tháng 3 (tức 5 tháng 2 ÂL), bà được tôn vị hiệu Trang Hòa Hoàng quý phi (莊和皇貴妃). |
| Đôn Huệ Hoàng quý phi | Tây Lâm Giác La thị       | 1856 - 1933               | Ngày 5 tháng 2 Dân Quốc năm thứ 2 (12-3-1913)             | Thanh Mục Tông Đồng Trị Đế    | Nguyên là Tấn tần (瑨嬪) triều Đồng Trị, đến đầu Tuyên Thống được tấn tôn Tấn Quý phi (瑨貴妃). Sau khi Phổ Nghi thoái vị và thành lập "Tiểu triều đình", vào năm 1913 (Dân Quốc năm thứ 2), ngày 12 tháng 3 (tức 5 tháng 2 ÂL), bà được tôn vị hiệu Vinh Huệ Hoàng quý phi (榮惠皇貴妃). |
| Ôn Tĩnh Hoàng quý phi | Tha Tha Lạp thị           | 1873 - 1924               | Ngày 5 tháng 2 Dân Quốc năm thứ 2 (12-3-1913)             | Thanh Đức Tông Quang Tự Đế    | Nguyên là Cẩn phi (瑾妃) thời Quang Tự, đầu năm Tuyên Thống được tấn tôn Cẩn Quý phi (瑾貴妃). Sau khi Phổ Nghi thoái vị và thành lập "Tiểu triều đình", vào năm 1913 (Dân Quốc năm thứ 2), ngày 12 tháng 3 (tức 5 tháng 2 ÂL), được tôn vị hiệu Hoàng quý phi cùng với 3 vị Thái phi của Đồng Trị Đế, vị hiệu là Đoan Khang Hoàng quý phi (端康皇貴妃). |
| Khác Thuận Hoàng quý phi                                                                                                  | Tha Tha Lạp thị           | 1876 - 1900               | "Không rõ ngày tháng" Tuyên Thống nguyên niên (1909-1910) | Thanh Đức Tông Quang Tự Đế    | Em gái của Ôn Tĩnh Hoàng quý phi. Nguyên là Trân phi (珍妃) thời Quang Tự, rất được Quang Tự Đế sủng ái. Tự sát vì nước, được Từ Hi Thái hậu ra chỉ truy phong Quý phi. Năm đầu Tuyên Thống truy tặng Hoàng quý phi, chưa có sách thụy, đến ngày 17 tháng 3 (ÂL) năm Dân Quốc thứ 10 (1921) thì có thụy hiệu Khác Thuận Hoàng quý phi (恪順皇貴妃). |
| : trường hợp được truy phong mà chưa thụ lễ khi còn sống : trường hợp góa phụ của Hoàng đế đời trước được đời sau gia tôn |                           |                           |                                                           |                               | |

### Nhà Nguyễn
| Hoàng quý phi triều Nguyễn | Hoàng quý phi triều Nguyễn | Hoàng quý phi triều Nguyễn | Hoàng quý phi triều Nguyễn                 | Hoàng quý phi triều Nguyễn      | Hoàng quý phi triều Nguyễn |
| Thụy hiệu                  | Tên họ                     | Sinh mất                   | Thụ phong                                  | Phu quân                        | Ghi chú |
| -------------------------- | -------------------------- | -------------------------- | ------------------------------------------ | ------------------------------- | --- |
| Lệ Thiên Anh Hoàng hậu     | Võ Thị Duyên               | 1828 - 1902                | Tháng giêng, Tự Đức năm thứ 23 (1870)      | Nguyễn Dực Tông Vua Tự Đức      | Là vị Hoàng quý phi đầu tiên, đi kèm theo là danh xưng "Suất nhiếp lục viện" (率攝六院). Năm Tự Đức thứ 35 (1882), tháng 12, bị giáng làm Trung phi (忠妃), bậc Nhất giai, chỉ quản Thượng nghi như cũ mà không còn quản Lục viện nữa. Thời kỳ Đồng Khánh tôn làm hoàng thái hậu, vị hiệu Trang Ý Hoàng thái hậu (莊懿皇太后). |
| Phụ Thiên Thuần Hoàng hậu  | Nguyễn Hữu Thị Nhàn        | 1870 - 1935                | Tháng giêng, Đồng Khánh nguyên niên (1886) | Nguyễn Cảnh Tông Vua Đồng Khánh | Được ban "Kiêm nhiếp lục viện" (兼攝六院), thời Khải Định được tấn tôn hoàng thái hậu, vị hiệu Khôn Nguyên Hoàng thái hậu (坤元皇太后). |
| "Không có"                 | Nguyễn Gia Thị Anh         | ? - ?                      | Tháng giêng, Thành Thái nguyên niên (1897) | Thành Thái Phế đế               | Dưới thời Duy Tân, sau khi tranh luận gia tôn danh hiệu cho Phế đế, được tôn làm Hoàng đích mẫu (皇嫡母). Thời kỳ Khải Định, do Thành Thái và Duy Tân đều bị phế nên gia quyến của Thành Thái cũng bị giáng làm "Phủ thiếp" (府妾).                                                                                            |

### Nhà Triều Tiên
| Hoàng quý phi Triều Tiên | Hoàng quý phi Triều Tiên | Hoàng quý phi Triều Tiên | Hoàng quý phi Triều Tiên                    | Hoàng quý phi Triều Tiên  | Hoàng quý phi Triều Tiên |
| Thụy hiệu                | Tên họ                   | Sinh mất                 | Thụ phong                                   | Phu quân                  | Ghi chú |
| ------------------------ | ------------------------ | ------------------------ | ------------------------------------------- | ------------------------- | --- |
| Thuần Hiến Hoàng quý phi | Nghiêm thị               | 1854 - 1911              | Ngày 25 tháng 12 Cao Tông năm thứ 40 (1903) | Triều Tiên Cao Tông Lý Hi | Được sách phong vì là sinh mẫu của Anh Thân vương - gia tặng Ý Mẫn Thái tử Lý Ngân. Trong thời Cao Tông, Nghiêm thị luôn tích cực vận động "Thăng vị Hoàng hậu" và để con trai làm hoàng thái tử nhưng tất cả đều không thành. |